# Base Mémoire
Pour les articles homonymes, voir Mémoire.
La base Mémoire est une base de données photographique. Elle a été créée en 1995 et mise en ligne en 1996 par le ministère français de la Culture. Elle est accessible depuis 2019 par la Plateforme ouverte du patrimoine (POP).

## Contenu
La base Mémoire est un catalogue de photographies et d'images (gravures, plans, dessins et autres documents graphiques) provenant des archives photographiques de la Médiathèque du patrimoine et de la photographie, des services régionaux de l'Inventaire général du patrimoine culturel, des administrations des monuments historiques et de l'Archéologie.
Elle contient des documents ayant trait à l'architecture civile, militaire, domestique et religieuse, à l'urbanisme, au patrimoine mobilier, aux expositions universelles, à des événements historiques (autochromes de la Première Guerre mondiale), des reportages, des portraits de célébrités et d'anonymes.
Les notices de la base Mémoire sont liées aux bases Mérimée et Palissy qu'elles permettent d'illustrer. En juin 2007, la base Mémoire comptait 600 000 notices et 600 000 images.